# Louis Rech
Louis Rech (eigentlich: Jean-Louis Rech * 7. Dezember 1926 zu Faller bei Sovramonte; † 6. Januar 2012) war ein luxemburgischer Gewerkschafter und sozialistischer Politiker (LSAP) italienischer Abstammung. Er wurde 1958 luxemburgischer Staatsbürger.

## Leben
Rech, geboren 1926 zu Faller bei Sovramonte, zog im Alter von einem Jahr mit seinen Eltern nach Luxemburg, wo sein Vater wie viele andere damalige Zuwanderer in der Stahlindustrie arbeitete, bei Arbed. Mit fünf anderen Geschwistern wuchs er im Quartier italien auf.
Rech war Präsident der örtlichen OGBL-Sektion und Vizepräsident auf nationaler Ebene. Neben seinem Wirken in der sozialistischen Partei war er ab 1973 rund zwanzig Jahre lang Mitglied des Schöffenrats und von 1985 bis 1993 Bürgermeister von Düdelingen als Nachfolger von Nicolas Birtz. Sein eigener Nachfolger im Bürgermeisteramt war Mars Di Bartolomeo.
Rech ist Großvater des Luxemburger Musikers John Rech. Sein Sohn Romy Rech ist heute Stadtratsmitglied.